# Adiantum właściwe

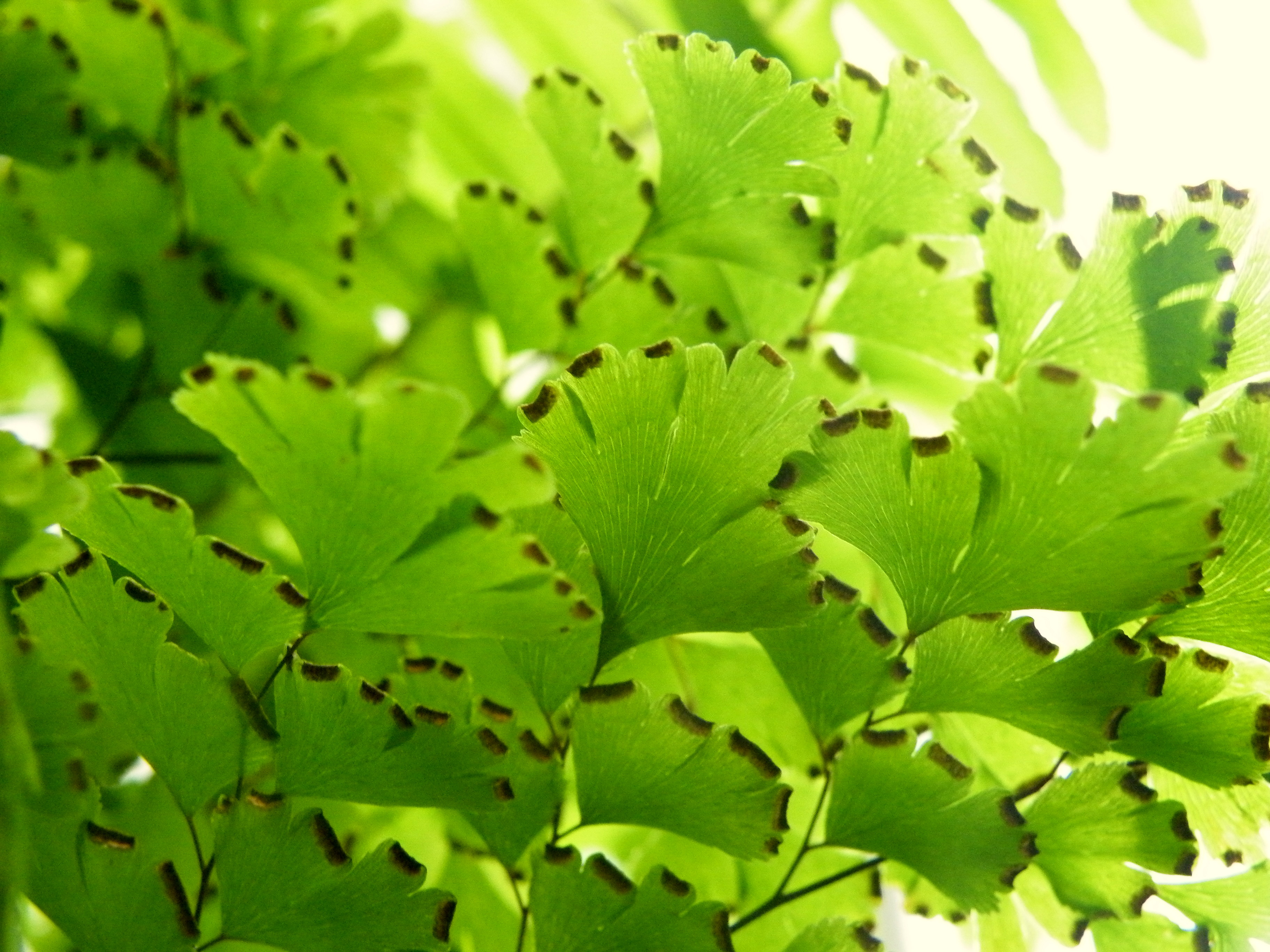
Odcinki liści z zarodniami

Adiantum właściwe, a. włos Wenery, niekropień właściwy (Adiantum capillus-veneris) – gatunek paproci z rodziny orliczkowatych. Jest szeroko rozprzestrzeniony na świecie. Występuje w zachodniej Azji, w południowej Europie, Afryce i w obydwu Amerykach. W Polsce jest czasami uprawiany jako roślina doniczkowa, czasami przejściowo dziczeje jako efemerofit.

## Morfologia
PokrójTworzy luźne kępy i posiada pełzające kłącze. W uprawie doniczkowej zwykle nie przekracza wysokości 40 cm przy szerokości 60 cm.
LiścieNieparzysto-pierzasto 2 lub 3-krotnie złożone z delikatnych, jasnozielonych, trójkątnych, na szczycie wykrawanych listków przypominających wyglądem liście miłorzębu dwuklapowego. Długość całego liścia wynosi 20–30 cm i ma on charakterystycznej barwy ciemnogranatowy ogonek.
ZarodnieOwalnego kształtu na spodniej stronie zawiniętych brzegów listków.

## Uprawa
- Wymagania. Roślina nie jest trudna w uprawie, ale nie lubi zmiany miejsca. Nie lubi też silnego oświetlenia, dobrze rośnie przy północnym oknie. Wymaga bardzo dużej wilgotności powietrza. Jest wrażliwa na zanieczyszczenia powietrza dymem tytoniowym i wyziewami z pieców. Temperatura nie powinna spaść poniżej 10 °C, roślina źle znosi temperatury powyżej 21 °C przy suchym powietrzu, w szklarni jednak, gdzie panuje duża wilgotność dobrze rośnie również przy dużo wyższej temperaturze. Nie należy liści nabłyszczać. Dobrze pielęgnowana jest rośliną długowieczną. Jeżeli zapomnieliśmy podlać i liście uschną, to po jakimś czasie roślina odrośnie z podziemnych kłączy jeśli będziemy je podlewać.
- Sposób uprawy. Najlepsza jest dobra ziemia torfowa. Podlewać należy tak często, by była ona stale wilgotna, ale nie zalana wodą. Zimą w ogrzewanych pomieszczeniach należy ją codziennie zraszać wodą, zabieg ten równocześnie pozwoli utrzymać liście w czystości. W lecie co 2 tygodnie nawozimy słabą dawka nawozu wieloskładnikowego.
- Rozmnażanie. Można poprzez podział rozrośniętych kęp, jednak często się to nie udaje. Najlepiej rozmnażać przez zarodniki powstające na dolnej stronie listków. Należy je wysiewać wiosną w rozmnażarce i trzymać w temperaturze 21 °C pod folią lub szkłem.